# Masala chai

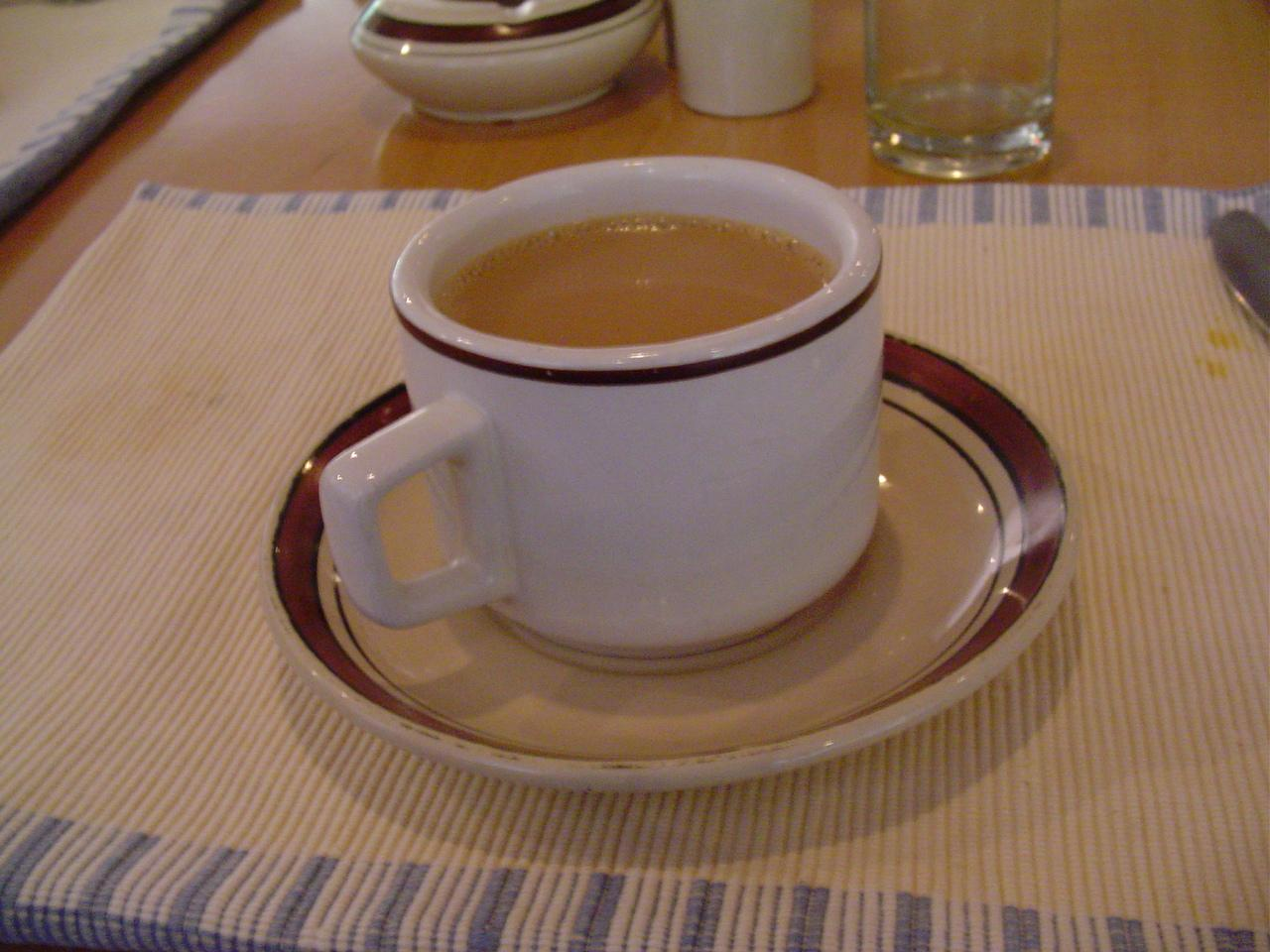
Una taza de chai.

Masala chai es una bebida típica del sur de la India que consiste en una mezcla de té con especias e hierbas aromáticas.
Esta bebida se conoce también como Chai, ya que a las hebras de té (provenientes de la planta Camellia sinensis) se incorporan hierbas aromáticas y especias a las que el Ayurveda, antiquísimo arte de curar de la India, atribuye propiedades curativas.
La versión tradicional de masala chai usa las especias conocidas como calientes, incorporando las siguientes: cardamomo, clavo, anís estrella, jengibre y canela. En el oeste del país no utilizan el anís o la pimienta negra, sino que lo elaboran con té verde en lugar de negro y se añaden: almendras, cardamomo, canela, clavo y en ocasiones azafrán.  
Hoy en día se vende preparado y se le añade leche o agua caliente al gusto. Muchos establecimientos de hostelería en los Estados Unidos utilizan la mezcla ya preparada para la venta al por mayor. También suele consumirse frío o batido con nata montada durante la temporada de verano.

## Etimología
El término cāy significa «té» en hindi, panyabí, turco y muchos otros idiomas. Masālā significa ‘mezcla’ (de especias) en hindi (véase también garam masala, usado para pollo tikka masala).

## Historia
La región de Assam es muy productiva cultivando té, pero históricamente, los nativos, lo consideraron como medicina en lugar de bebida con valor culinario. En la década de 1830, la British East India Company se involucró por el monopolio de China sobre el té, que constituían la mayor parte de su comercio y apoyaba el enorme consumo de té en Gran Bretaña: aproximadamente una libra (por peso) por persona al año. Los colonos británicos habían notado recientemente la existencia de las plantas de té indio del noroeste, y comenzaron a cultivar las plantaciones de té a nivel local. En 1870, más del 90 % del té consumido en Gran Bretaña era todavía de origen chino, pero en 1900 este número había descendido al 10 %, en gran parte sustituido por el té cultivado en la India (50 %) y Ceilán (33 %).
Sin embargo, el consumo de té en la India seguía siendo bajo, hasta una campaña de promoción agresiva de la (de propiedad británica) Asociación del Té de la India del siglo XX, que alentó a las minas y fábricas textiles a proporcionar descansos a sus trabajadores que incluyesen un té negro.
La promoción oficial de té se efectuaba al estilo inglés, con leche fresca fría y azúcar a gusto. La Asociación de Té de la India inicialmente rechazaba la tendencia de los vendedores independientes a añadir especias y aumentar considerablemente las proporciones de leche y azúcar, reduciendo así su uso (y por tanto de compra) de las hojas de té por unidad de volumen líquido. Sin embargo, en su forma actual, se ha establecido firmemente como una bebida muy popular, no sólo sobre el dominio británico, sino más allá de sus fronteras.

## Elaboración
No existe una receta fija en su preparación y muchas familias hacen su propia versión del té.
El método más sencillo de preparar masala chai es hervir una mezcla de leche y agua con las hojas de té, azúcar y las especias. Los mercadillos indios venden muchos tipos de “chai masala”. También hay familias que hacen su masala chai propio en casa. Después de que todo haya hervido tienes que quitar todas las hojas y especias antes de servirlo para que no queden residuos y solo haya líquido. El método puede variar con cada persona y sus gustos. Por ejemplo, en algunas casas pueden combinar todos los ingredientes juntos en el principio, después hervir la mezcla y servirlo inmediatamente. Otros dejan la mezcla hervir más tiempo o añaden las especias más tarde en el proceso. 
Se aconseja no dejarlo hervir demasiado tiempo porque crea un sabor muy amargo. Normalmente se consume con ¼ parte de leche o, a veces, ½ parte de leche.

## Variantes a través del mundo
Debido a su popularidad han surgido diferentes variantes a través del mundo, en el cual se han variado los ingredientes, ya sean las especias, por ejemplo utilizando nuez moscada, o remplazando el té por la hierba mate como sustituto, o incluso utilizando chocolate en la diferentes mezclas.